# Topographisches Büro
Ein Topographisches Bureau war eine Einrichtung, die alles sammelte und aufbewahrte, was auf die Kenntnis der Oberfläche des Bodens und die kartografische Verarbeitung dieser Kenntnisse Bezug hatte. Diese Büros wurden in allen Kulturstaaten nach dem Muster des Depot de la guerre Frankreichs eingerichtet und haben seit Napoleon I. einen militärischen Charakter angenommen. In ehemaligen Preußen und im späteren Deutschland waren sie Unterabteilungen des Generalstabes. In der Bundesrepublik Deutschland hatte der Militärgeographische Dienst (MilGeoDienst), in der DDR hatte – nach sowjetischem Muster – der Militärtopographische Dienst diese Aufgaben inne.